# Stuttgart Nürnberger Straße
Stuttgart Nürnberger Straße (niem: Bahnhof Stuttgart Nürnberger Straße) – stacja kolejowa w Stuttgarcie, w kraju związkowym Badenia-Wirtembergia, w Niemczech. Znajduje się na 2,7 km Remsbahn i w sieci S-Bahn.

## Historia
Już w 1906 roku były pomysły na nowy przystanek kolejowy na Remsbahn w Cannstatt. Było to w pobliżu Szpitala Powiatowego. Parlament jednak odrzucił ten projekt.
Koniec lat 20 i 30 spowodował dlaszą rozbudowę Cannstatt w kierunku wschodnim. Wzdłuż drogi do Fellbach, która nosi nazwę Nürnberger Straße od 1936 roku powstały osiedla Im Geiger i Espan. Dzięki linii tramwajowej nr 1, która została przedłużona od 1929 do Fellbach mieszkańcy mieli dostęp do transportu miejskiego Stuttgartu.
Rozwój budynków, głównie domów wielorodzinnych, trwał do lat 50. W 1957 gmina Stuttgart upoważniła naukowca profesor Walthera Lamberta do wprowadzenia nowego planu transportu dla miasta i okolicznych powiatów. W maju 1962 roku Lambert zaprezentował wyniki w których widniała potrzeba nowego przystanku kolejowego w Bad Cannstatt. 
W 1978 rozpoczęła się budowa na podmiejskiej trasie Remsbahn. Dwutorowy odcinek między Bad Cannstatt i Waiblingen otrzymał jeszcze dwa tory. Na przejściu przez drogę B14 powstał nowy przystanek Nürnberger Straße. Uruchomienie przystanku nastąpiła wraz z uruchomieniem linii S2 i S3 w dniu 27 września 1981 roku. Rozwinął się nowy punkt przesiadkowy między S-Bahn i tramwajem linii 1, który teraz nosi nazwę Nürnberger Straße.